# Выход дракона
«Вы́ход драко́на» (букв. «Вводите Дракона», англ. Enter the Dragon, кит. трад. 龍爭虎鬥) — фильм о боевых искусствах совместного американского и гонконгского производств, снятый Робертом Клаузом в 1973 году. Кроме Брюса Ли, роли главных героев исполнили актёр Джон Сэксон и чемпион мира по карате Джим Келли. Съёмки проходили в течение трёх месяцев и, несмотря на относительно небольшой бюджет, в итоге обернулись коммерческим успехом. Картина оказалась последним законченным фильмом с участием Брюса Ли, умершего за шесть дней до премьеры.
В основе сюжета лежит бойцовский турнир, организуемый на уединённом острове влиятельным бизнесменом по имени Хан. Организатор турнира подозревается в торговле наркотиками, но доказательств его вины нет, поэтому один из представителей полиции обращается за помощью к шаолиньскому монаху Ли, который в числе многих бойцов со всего мира был приглашён принять участие в состязаниях. Чтобы победить наркобарона, тоже гуру восточных единоборств, но злого и беспощадного, и выбраться с острова живым, мастер кунг-фу вынужден применить всё своё мастерство, которое он накопил за годы изнурительных тренировок в монастыре.
«Выход дракона» стал первой голливудской картиной с восточными единоборствами. Съёмки проходили в сотрудничестве американской кинокомпании «Warner Brothers» с гонконгской «Golden Harvest» при участии собственной студии Брюса Ли «Concorde Film». Многими критиками фильм причислен к «классике» мирового кинематографа, признан лучшей работой Брюса Ли в кино. «Выход дракона» оказал большое влияние на культуру и в 2004 году вошёл в список кинолент, выбранных Национальным советом США по сохранности фильмов для хранения в Библиотеке Конгресса.

## Сюжет
Ли — один из наставников монастыря Шаолинь. Он изучает боевые искусства с точки зрения философии, но при этом обладает выдающимися способностями. Однажды Ли получает приглашение принять участие в турнире, который на острове организует некий Хан. От своего учителя Ли узнаёт, что когда-то Хан также был учеником Шаолиня, но оскорбил правила монастыря, пытаясь направить данную ему силу на то, чтобы снискать власть, и был исключён.
Сотрудник полицейской организации — Брэтвейт — приезжает к Ли и просит его о помощи: Хан подозревается в изготовлении наркотиков и организации проституции. После Второй мировой войны Хан приобрёл остров, на котором каждые три года устраиваются турниры. Здесь он создал школу боевых искусств, а также пробует новые секретные формулы наркотиков на девушках, находящихся у него в подчинении.
Организации Брэтвейта нужен человек, который проник бы на остров и нашёл доказательства противозаконных действий перед тем, как туда будет выслан отряд для захвата. Они уже послали туда под видом  проститутки агента Мэй Лин, но с тех пор от неё не было никаких известий. Ли — мастер единоборств — идеальный кандидат для этой миссии, так как на острове запрещено ношение огнестрельного оружия. Перед отъездом Ли встречается со своим отцом, и тот рассказывает ему, что один из людей Хана — О’Хара виноват в самоубийстве его сестры.
Ли садится на джонку, которая принадлежит Хану, и отправляется на остров. На судне плывут и другие бойцы: один из них — американец Ропер принимает участие в турнире в надежде выиграть денежный приз, чтобы выплатить свои карточные долги членам бандитской группировки. Другой — афроамериканец Уильямс, скрывается от уголовного преследования после драки с двумя полицейскими-расистами в Лос-Анджелесе. По прибытии гостей приглашают на пышный банкет. Вечером Хан предлагает участникам турнира проституток. Ли просит вызвать к себе якобы понравившуюся ему девушку (агента Мэй Лин) и разговаривает с ней.
На следующее утро Ропер и Уильямс побеждают своих оппонентов в боях и, делая ставки, выигрывают крупные деньги. Ночью Ли выходит на поиски. Он находит потайной вход в подземную базу, но натыкается на охранников Хана и, нокаутировав их, возвращается в свою комнату. В это же время на прогулку выходит Уильямс, и его замечает охранник, который позже докладывает Хану. Хан считает, что его охранников избил именно Уильямс.
На следующий день Хан предупреждает участников турнира о том, что они не могут покидать отведённых для них комнат, и наказывает троих охранников за небрежность, выпустив на них своего телохранителя Боло, который во время поединка зверски убивает их. Ли вызывают на его первый поединок, а оппонентом становится не кто иной, как О’Хара. Ли побеждает его, но не желая признать своего поражения, О’Хара хватается за бутылки и делает из них «розочки». Ли нокаутирует и убивает противника, а Хан, недовольный поведением своего бойца, прерывает турнир на сегодняшний день.

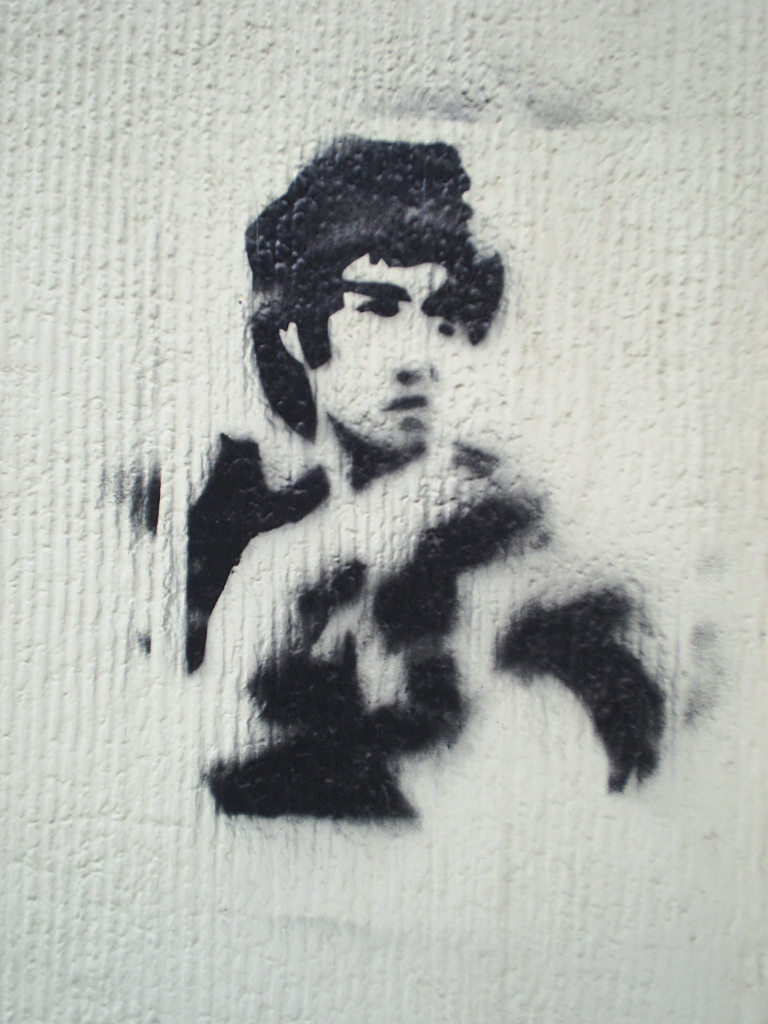
Граффити, основанное на кадре из фильма

Хан вызывает Уильямса в свой кабинет и обвиняет его в нападении на охрану. Боец отрицает обвинения и собирается покинуть остров, но Хан выпускает на него охранников, которых Уильямс с легкостью побеждает. Разозлившийся Хан сокрушает Уильямса. Хан срывает окровавленную перчатку с руки, которая оказывается металлическим протезом.
Хан приводит Ропера в подземную базу и предлагает ему стать своим представителем в США. Ропер скептически относится к предложению и спрашивает у Хана, почему тот открывает ему свои тайны, ещё не зная, что его ждёт: согласие или отказ. Хан показывает ему окровавленного бесчувственного Уильямса, которого по его сигналу сбрасывают в кислоту, намекая, что его может постигнуть та же участь. Ропер вынужденно принимает предложение, но говорит, что есть некая грань, которую он не сможет перейти.
В эту же ночь Ли проникает на подземную базу и находит основания для ареста Хана. С помощью радиопередатчика он отправляет сообщение Брэтвейту, но, не зная всех устройств, случайно включает сигнализацию. Ли побеждает многочисленную охрану Хана, но в итоге попадает в ловушку, замуровавшую его в переходе.
Утром Хан, объявляя начало очередного поединка, выводит на арену связанного Ли и приказывает Роперу драться с ним.  Но американец отказывается, говоря, что это и есть та самая грань. Тогда хозяин острова назначает ему нового соперника - могучего Боло. Однако Роперу удаётся победить Боло. Разъярившийся Хан посылает на Ли своих учеников, отряд за отрядом, но те отбиваются. Мэй Лин выпускает из клеток узников подземной тюрьмы. Заключённые сражаются на стороне Ли и Ропера, задавливая охранников своим числом.
Во время этой неразберихи Хан убегает, Ли преследует его. Протез руки Хана приспособлен для различных «насадок», и в этот раз он вставляет туда железную кисть с лезвиями. Несмотря на это, Ли побеждает и Хан скрывается в зеркальном зале. Из-за странных отражений Ли не может найти Хана, и тот бьёт его в спину. Вспомнив мудрость учителя «разбей иллюзию врага и нарисуй его настоящую форму», Ли разбивает зеркала и вскоре встречается с Ханом лицом к лицу.
Убив Хана, Ли поднимается на поверхность — и видит, что Ропер и заключённые смогли победить охрану. Два бойца показывают друг другу поднятые большие пальцы, и как раз в это время на остров приземляются вертолёты с полицией, которых вызвал Ли.

## Предыстория
После окончания съёмок фильма «Путь дракона» Брюс Ли начал работать над сценами для будущего фильма «Игра смерти». Сценария для него ещё не существовало, но основное развитие сюжета было уже продумано. К этому времени Брюс Ли был уже известным актёром, и ему часто поступали предложения от различных кинокомпаний.
Голливудская киностудия «Warner Brothers» тоже решила сделать совместный проект с Брюсом и сделала мастеру единоборств предложение, которого он ждал многие годы: теперь он мог получить главную роль в американском фильме и руководить всеми сценами схваток. Таким образом, работа над «Игрой смерти» была приостановлена, и в октябре 1972 года Брюс Ли и продюсер Рэймонд Чжоу полетели в США для того, чтобы подписать контракт и встретиться с актёрами и режиссёром.

## Съёмки
Съёмочный период фильма начался 25 января 1973 года, закончился 2 апреля того же года. К моменту начала съёмок Брюс Ли убедил киностудию поменять название будущего фильма: вместо «Кровь и сталь» — «Выход дракона». На должность режиссёра картины было решено пригласить Роберта Клауза, который тогда был автором только двух полнометражных фильмов. По словам самого Роберта, его выбрали, потому что на Брюса Ли произвела впечатление одна из снятых им драк. Когда Роберт Клауз прибыл в Гонконг, Брюс Ли сводил его в кинотеатр на один из фильмов со своим участием для того, чтобы режиссёр ощутил атмосферу картин и знал, с кем будет работать. Так как бюджет фильма был очень скромным, один из актёров — Рокни Таркинтон — ушёл за три дня до начала съёмок. Его место занял чемпион мира по карате Джим Келли.
Брюса Ли очень интересовал персонаж, которого он играл: для него было важно, примет ли Запад китайского героя и правильно ли поймут его действия соотечественники. По словам Роберта Клауза, сценарист Майкл Аллин иронично отозвался об этом, по его мнению единственная причина, по которой начали снимать этот фильм, заключалась в том, что он был дешёвым, но в то же время гарантировал популярность за счёт имени Брюса. Отношения между Брюсом и Майклом накалялись, и однажды Ли сказал, что не может и не будет работать с ним, а также, что сценарий должен быть переписан. «Warner Brothers» прислали новый вариант сценария, но на этот раз он основывался только на философии, и в нём не хватало действия. Съёмки фильма должны были начаться без Брюса Ли, но его жена Линда уверяла остальных, что он обязательно должен вернуться. Только через две недели после начала работы над фильмом Линде удалось уговорить его смириться.
С самого начала съёмок всё шло негладко. Самые большие трудности возникали из-за того, что актёрский состав был смешанным: китайцы и американцы. Не хватало переводчиков, и часто нельзя было подобрать адекватные эквиваленты того или иного высказывания на этих языках. Для оборудования съёмочной площадки не хватало материала: некоторые декорации были изготовлены из глины и проволоки. Также между каскадёрами и статистами часто возникали стычки, так как они состояли в соперничавших «кланах» китайских группировок. Среди прочих каскадёров снимались Джеки Чан и Саммо Хун, которые в то время ещё не были известными актёрами. Саммо — участник поединка с Брюсом в начале фильма, а Джеки можно увидеть в роли одного из охранников острова, побежденных Ли.
Первой сценой, в которой должен был сыграть Брюс Ли, был эпизод в комнате с девушкой. В этот день у него были нервические подёргивания лица, заметные на крупных планах. Тогда стали импровизировать с разными углами расположения камер, а после обеда Брюс пришёл в норму. На Брюса Ли легла огромная нагрузка: ему приходилось повторять сцены драк десятки раз, даже если один из актёров пропускал свою реплику или делал шаг не в ту сторону. Вместе с этим жара, влажность, боли в спине и обезвоживание расшатывали состояние Брюса — он стал резко терять вес. По ночам он не мог заснуть и отрабатывал сцены боёв. К игре Ли предъявляли высокие требования, и в то же время Боб Уол в своих воспоминаниях рассказывал о том, как Роберт Клауз был недоволен съёмками фильма, где главный актёр не способен правильно говорить на английском:

Именно Клауз собственной персоной попросил Майкла Аллина сменить имя британского агента в сценарии, чтобы подставить Брюса. Клауз сменил имя персонажа на Брэтвейт, потому что знал, что Брюсу будет трудно говорить: «Да, мистер Брэтвейт; нет, мистер Брэтвейт» — произнося это слово, он будет звучать как Дональд Дак. Я никогда не смогу понять, как Брюс удержался от того, чтобы не набить морду Клаузу… Брюс не был полностью уверен в своих актёрских способностях, но он всегда умел руководить действием — нечто такое, о чём Клауз не имел представления.
Оригинальный текст (англ.)It was Clouse himself who asked Michael Allin to change the name of the British agent in the script — to fuck Bruce up. Clouse changed the character's name to Braithwaite because he knew Bruce would have trouble with "Yes, Mr. Braithwaite; no, Mr. Braithwaite" — it made him sound like Donald Duck. How Bruce kept from punching out Robert Clouse, I'll never know... Bruce was not greatly secure in his acting ability, but he knew how to direct action — something which Clouse had no idea about.

Потом начались проблемы с набором актрис на роли проституток. Тогда наняли настоящих, и они стали получать $150 в день, тогда как, например, актриса Анжела Мао имела гонорар $100 за два дня. Было очень сложно снять бой богомолов во время сцены на джонке, так как они отказывались драться. Ещё один казус случился во время съёмок боя Брюса Ли и Боба Уола. В этом эпизоде Брюс отталкивает своего противника ударом ноги на ряд стульев, после чего Уол хватает две бутылки и разбивает их днища, делая «розочки». Когда Боб пошёл в атаку, Брюс нанёс удар ногой и затем повернулся, чтобы сделать удар кулаком, и попал рукой на край стекла. Ли доставили в больницу и наложили двенадцать швов на палец. После этого происшествия пошли слухи о том, что Брюс хочет отомстить Уолу. Боб лично позвонил Ли и убедился, что это были всего лишь сплетни.

Сцена в подземной базе Хана

Следующий чрезвычайный случай произошёл во время съёмок эпизода, когда Брюс Ли пытался проникнуть на базу Хана. Рядом с входом в неё лежала кобра, и перед каждой пробой Брюс должен был слегка ударять её по носу, чтобы вокруг её головы раскрылся капюшон. Однажды она укусила его, но, к счастью, до начала съёмок её лишили яда.
Сцена на джонке, когда Брюс Ли вместо того, чтобы отправиться на остров и драться с предложившим ему это Парсонсом, сажает его в лодку и отвязывает, делая игрушкой в своих руках, основана на анекдоте известного японского самурая Цукахары Бокудэна. В фильме можно увидеть только то, как лодка быстро скользит по воде, но на самом деле через несколько мгновений после этого она перевернулась и выбросила актёра Питера Арчера в Китайское море.
Довольно часто кто-нибудь из трёхсот статистов, состоявших из уличных ребят, подходили к Брюсу для того, чтобы оспорить неподдельность его игры. Чаще всего мастер единоборств игнорировал это, но в крайних случаях он трижды слегка постукивал по ноге оппонента, напоминая о своём прозвище «Брюс-три ноги», и на этом всё заканчивалось. В подобных случаях можно было понять разницу между тем, когда Ли играет в кино, и тем, как он дерётся в обычной жизни: на плёнке всё должно быть красиво, а в жизни эффективно и просто. По словам Роберта Клауза, для того, чтобы увидеть, как рука Брюса Ли делает выпад и наносит удар, приходилось ускорять камеру до тридцати двух кадров в секунду, так как при нормальной скорости фильма это было бы просто невозможно увидеть.
В первоначальном сценарии не отводилось места для финальной драки между Ли и Ханом: согласно этому варианту, владелец острова должен был напороться на насадку из лезвий на своей руке. На некоторых из плёнок, снятых оператором Генри Вонгом, были запечатлены сцены драк, не вошедших в фильм. После окончания работ они были уничтожены и уже не подлежат восстановлению.

### Судьба Брюса Ли после окончания съёмок
10 мая 1973 года Брюс Ли работал над озвучкой «Выхода дракона» в студии «Голден Харвест». В небольшой комнате стояла сильная жара, так как кондиционер был отключён, чтобы шум от него не отразился на записи. Не успев отдохнуть после изнурительных съёмок, Брюс находился в этих условиях несколько дней. Однажды он сказал, что плохо себя чувствует, и вышел в туалет, чтобы умыть лицо холодной водой. Через двадцать минут ассистент начал искать Ли и нашёл его лежащим на полу в полуобморочном состоянии. На обратном пути в студию он снова упал и начал задыхаться.
Брюса сразу же доставили в ближайшую больницу, где установили, что его температура поднялась до сорока градусов. Глаза Ли то открывались, то закрывались и не могли сфокусироваться в одной точке. Врачи думали над возможными причинами приступа и, когда была найдена опухоль в мозгу, решили, что, скорее всего, он был вызван церебральной эдемой. По словам медиков, в это время Брюс Ли был близок к смерти, и если бы не наступило улучшений состояния, они были бы вынуждены делать операцию на головном мозге.
После этого Брюс Ли работал над фильмом «Игра смерти», который так и не был завершён: Брюс умер 20 июля 1973 года от отёка головного мозга, наступившего по до сих пор не известной причине. Трагедия произошла ещё до того, как «Выход дракона» вышел на экраны.

## В ролях
- Брюс Ли — Ли
- Джон Сэксон — Ропер
- Кьен Ши — Хан[11]
- Ана Капри — Таня[12]
- Анджела Мао — Су Лин
- Джим Келли — Уильямс[13]
- Роберт Уолл — О’Хара[14]
- Боло Йен — Боло
- Бетти Чанг — Мэй Лин
- Джеффри Уикс — Брэтвейт
- Питер Арчер — Парсонс
- Хо Ли Янг — старик
- Марлин Кларк — секретарь Ропера
- Алан Кент — Голфер
- Уильям Келлер — полицейский из Лос-Анджелеса
- Микки Карусо — полицейский из Лос-Анджелеса
- Пэт Е. Джонсон — бандит
- Дарнел Гарсия — бандит
- Майк Биссел — бандит
- Джеки Чан — один из охранников Хана (в титрах не указан)
- Рой Чао — монах Шаолиня
- Пол М. Хеллер
- Саммо Хун — боец из Шаолиня (в титрах не указан)
- Лам Чин Ин
- Тони Лю — один из бойцов на турнире
- Кейе Люк — голос
- Хиди Очиай
- Стив Сэндерс
- Вей Тун — ученик Ли
- Донни Уильямс
- Тадаси Ямасита
- Юэнь Бяо (в титрах не указан)
- Юэнь Ва
- Дилан Холмс

## Музыкальное сопровождение
Написанием саундтрека к фильму занимался известный джазовый пианист и композитор аргентинского происхождения Лало Шифрин. Музыка, главным образом, писалась с помощью духовых инструментов, обычно используемых джазовыми ансамблями, кроме того, для придания саундтреку национального колорита в исполнении некоторых мелодий были задействованы традиционные китайские инструменты. Во время сведения звуковых дорожек композитором часто использовался приём семплирования, например, в заглавную тему были включены фрагменты боевого крика Брюса Ли.
В Азии и Японии заглавная тема фильма была издана отдельным синглом, который впоследствии получил статус золотого.
| №                   | Название                                                           | Длительность |
| ------------------- | ------------------------------------------------------------------ | ------------ |
| 1.                  | «Theme From Enter The Dragon» (Заглавная тема из «Выхода дракона») | 2:25         |
| 2.                  | «Sampans» (Сампаны)                                                | 1:58         |
| 3.                  | «The Monk» (Монах)                                                 | 3:25         |
| 4.                  | «The Gentle Softness» (Знатная снисходительность)                  | 2:43         |
| 5.                  | «The Big Battle» (Большое сражение)                                | 3:37         |
| 6.                  | «Han's Island» (Остров Хана)                                       | 2:57         |
| 7.                  | «The Human Fly» (Человек-муха)                                     | 3:14         |
| 8.                  | «Bamboo Bird Cage» (Бамбуковая птичья клетка)                      | 2:43         |
| 9.                  | «Broken Mirrors» (Разбитые зеркала)                                | 2:40         |
| 10.                 | «Theme From Enter The Dragon» (реприза)                            | 1:05         |
| Общая длительность: | Общая длительность:                                                | 26:47        |

## Кассовые сборы
Сразу после начала проката «Выход дракона» стал очень популярным. Бюджет фильма был довольно скромным — 850 тыс. $, но несмотря на это, прибыль в Северной Америке составила 25 млн $. Во всём мире эта сумма насчитывала 90 млн $.
В Гонконге фильм дал доход в 3,3 млн $ (в местных долларах HKD) — огромная сумма для своего времени.

## Отзывы и критика
Сайт Allmovie оценивает «Выход дракона» в четыре с половиной звезды из пяти возможных. Обозреватель Джадд Блейз пишет, что фильм — одна из самых популярных картин о кунг-фу всех времён. Он считает, что «Выход дракона» достиг успеха благодаря отлично поставленным сценам боёв. На сайте Rotten Tomatoes фильм получил рейтинг 97 % (в него было брошено 36 свежих помидоров и лишь один гнилой), а средний балл по десятибалльной шкале составил 7,8. Сайт Filmcritic.com оценивает фильм в четыре звезды из пяти и называет его классикой жанра, которую должен увидеть каждый уважающий себя зритель. Лэнг Томпсон в обзоре фильма на сайте Turner Classic Movies пишет, что первая работа Брюса Ли с американской студией собрала воедино весь драйв гонконгских фильмов с его участием, а также, что фильм называют лучшим в своём жанре, потому что он нравится не только мастерам единоборств.
Журнал Rolling Stone оценивает «Выход дракона» в три звезды из четырёх. Обзор, написанный Дэвидом Либски, сообщает, что если кунг-фу — это новый язык задир, то «Выход дракона» с гневным выражением глаз Брюса Ли — это первый урок по грамматике. Журнал Time пишет, что все сцены боев сделаны очень плавными, и что они представлены в большом количестве, оставляя мало места для самого сюжета. Также в статье говорится, что фильм — это праздник кунг-фу, который может превратить даже искушённую публику в маленьких детей. «Выход дракона» входит в список пятисот лучших фильмов всех времён по версии британского журнала Empire и занимает в нём 474 место.
Некоторые критики назвали «Выход дракона» дешёвым фильмом о Джеймсе Бонде, ремейком «Доктора Но» с элементами Фу Манчу. Доктор Крейг Д. Рейд в своей статье «Выход маленького дракона» (Взгляд из-за кулис съёмок фильмов Брюса Ли) пишет, что «большинство мастеров боевых искусств сходятся в едином мнении — это был классный фильм, но боевые сцены в нём уж очень голливудские»: «Тяжело представить, на что рассчитывали продюсеры, придумавшие схватку между Боло Ёном и Джоном Сэксоном, который значительно уступал в боевом мастерстве». Также он считает, что у фильма есть проблемы с постановкой боевых сцен.

## Релизы
| Издание                                                    | Дата                | Формат                            | Озвучивание                                                                            | Субтитры                                                                                                  | Регион   | Дополнительная информация |
| ---------------------------------------------------------- | ------------------- | --------------------------------- | -------------------------------------------------------------------------------------- | --- | -------- | --- |
| DVD, Warner Brothers                                       | 1 июля 1998 года    | Широкоэкранный (2.35:1) анаморф   | английское (5.1), французское (5.1), испанское (5.1)                                   | английские, французские, испанские                                                                        | 1        | Интервью с Линдой Ли Кэдвелл, комментарии Пола Хеллера и Майкла Аллина, документальный фильм о месте съёмок, документальный фильм, основанный на интервью Брюса Ли, фильм о работе «за кадром», трейлеры |
| DVD, Warner Brothers                                       | 18 мая 2004 года    | Широкоэкранный (2.35:1) анаморф   | английское (5.1), английское (1.0)                                                     | английские, французские, испанские                                                                        | 1 NTSC   | Комментарии Пола Хеллера и Майкла Аллина, документальный фильм о месте съёмок, документальный фильм, основанный на интервью Брюса Ли, фильм о работе «за кадром», документальный фильм «Кровь и сталь», документальный фильм: «Брюс Ли: Путь воина», документальный фильм: «Брюс Ли: Проклятие дракона», трейлеры |
| DVD, Universe (Гонконг)                                    | 18 мая 2004 года    | Широкоэкранный (2.35:1) анаморф   | кантонское (5.1), китайское (5.1)                                                      | традиционные, упрощённые, японские, индонезийские, малайские, тайские, корейские, вьетнамские, английские | Все NTSC | Информация об актёрах, трейлеры к «Выходу дракона», «Большому боссу», «Возвращению дракона», «Игре смерти» и «Кулаку ярости» |
| Fortune Star — Bruce Lee Ultimate DVD Collection (Гонконг) | 29 апреля 2004 года | Широкоэкранный (2.35:1) анаморф   | кантонское (DTS), кантонское (5.1), кантонское (2.0), китайское (DTS), китайское (5.1) | традиционные, упрощённые, английские                                                                      | 3 NTSC   | Трейлер, новый трейлер, фотографии, слайдшоу, интервью, неизданные эпизоды, съёмки фильма «Игра смерти», буклет на 32 страницы |
| HD DVD, Warner Brothers                                    | 11 июля 2006 года   | Широкоэкранный (2:40:1) Letterbox | английское (5.1), французское (1.0), испанское (1.0)                                   | английские, французские, испанские                                                                        | Все      | Интервью с Линдой Ли Кэдвелл, фильм о создании «Выхода дракона», документальный фильм: «Брюс Ли: Путь воина», документальный фильм: «Брюс Ли: Проклятие дракона», документальный фильм, основанный на интервью Брюса Ли, Гонконг и «Выход дракона», работа за кадром, трейлер                                     |
| Blu-ray, Warner Brothers                                   | 17 апреля 2007 года | Широкоэкранный (2:40:1) Letterbox | английское (5.1), французское (1.0), испанское (1.0)                                   | английские, французские, испанские                                                                        | Все      | Интервью с Линдой Ли Кэдвелл, фильм о создании «Выхода дракона», документальный фильм: «Брюс Ли: Путь воина», документальный фильм: «Брюс Ли: Проклятие дракона», документальный фильм, основанный на интервью Брюса Ли, Гонконг и «Выход дракона», работа за кадром, трейлер                                     |

## Отражение фильма в культуре

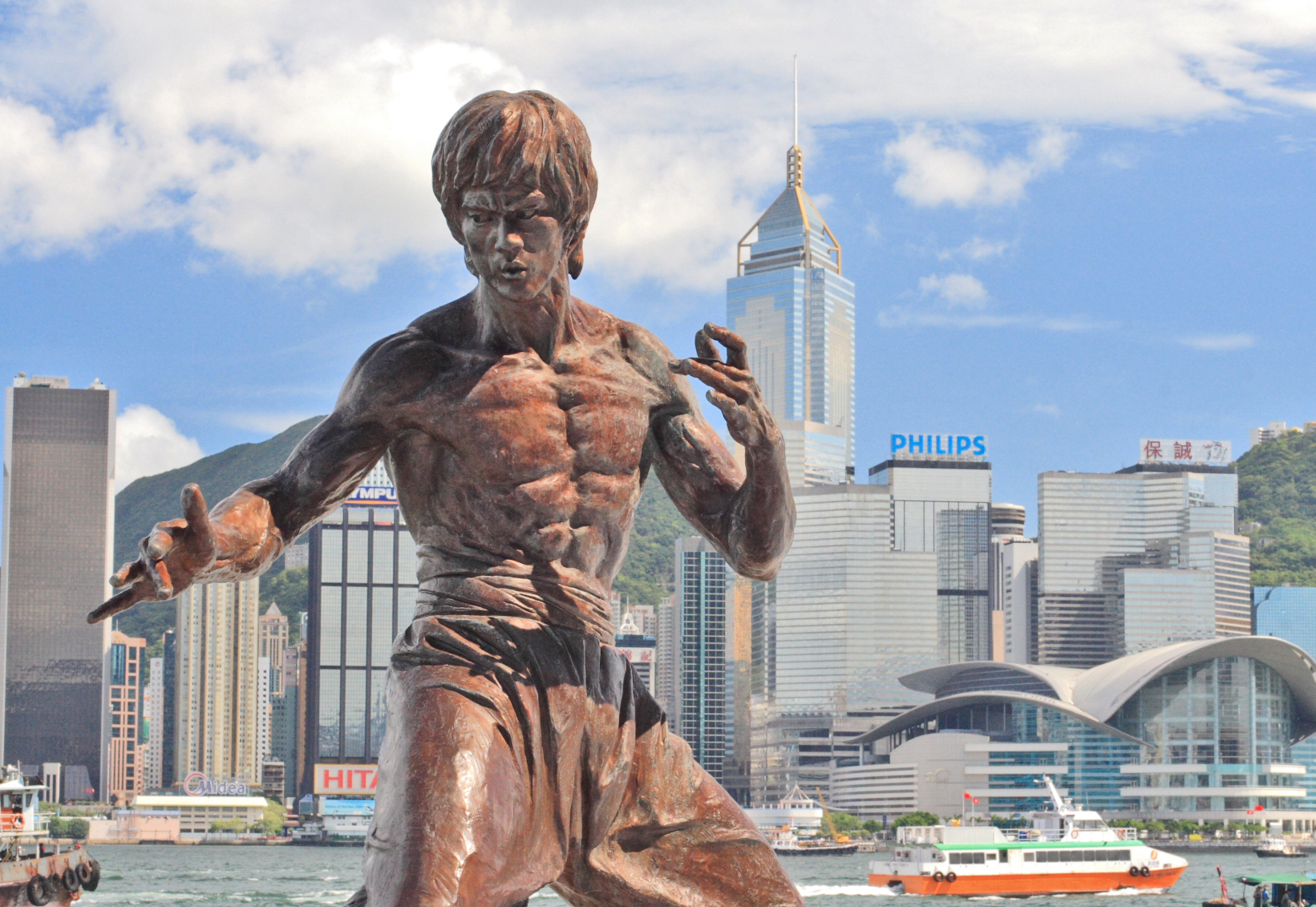
Статуя Брюса Ли в Гонконге.
В этой стойке Брюс находился во время финального боя с Ханом

«Выход дракона» — это одно из первых проявлений кунг-фу в американском кинематографе, поэтому мастер восточных единоборств, представший перед западным миром в лице Брюса Ли, оказал огромное влияние на популяризацию и дальнейшее развитие фильмов с боевыми искусствами. Например, другой известный киноактёр-каратист Жан-Клод Ван Дамм занимался контактными видами спорта под впечатлением от этого фильма, считал Брюса Ли своим кумиром и всячески старался ему подражать.
Кроме того, в значительной мере это влияние затронуло и игровую индустрию — почти во всех компьютерных играх жанра файтинг присутствует персонаж, так или иначе копирующий стиль джиткундо, разработанный Брюсом и активно применяемый в фильме. Сюжет основополагающей в жанре серии игр Mortal Kombat абсолютно идентичен «Выходу дракона» — лучшие бойцы со всего мира точно так же собираются на острове ради участия в турнире, а главный герой, Лю Кан, точно так же является воспитанником монастыря Шаолинь. Многие движения, которые Брюс Ли исполнял в фильме, используются Маршаллом и Форестом Ло — персонажами серии игр Tekken. В пятой части Маршалл Ло даже носит такую же одежду, что была на Брюсе во время одного из сражений, а на его груди видны такие же раны, какие были нанесены Брюсу когтями стальной руки Хана в заключительном поединке. В играх серии Street Fighter с Брюсом Ли часто ассоциируется персонаж по имени Фэй Лун, впервые появившийся в Super Street Fighter II (он тоже одет в чёрные штаны, тапочки для ушу, и на его груди тоже шрамы от когтей). В серии Dead or Alive техники джиткундо применяет Янн Ли, в играх Virtua Fighter — Джеки Брайант. В игре Eternal Champions, вышедшей в 1993 году на Sega Genesis, её использует персонаж Митчелл «Миднайт» Миддлтон, о чём прямо указывается в его игровой биографии. Движения с нунчаками, демонстрируемые Брюсом Ли в фильме, стали основой для персонажа по имени Макси, одного из бойцов игры Soulcalibur. Своеобразную дань уважения «Выходу дракона» выказали создатели знаменитых игр-боевиков семейства Double Dragon, назвав некоторых персонажей в честь героев фильма: Уильямс, Ропер, О’Хара и Боло.
Отсылки к «Выходу дракона» можно заметить во многих других продуктах киноиндустрии. Финальная сцена с разбиванием зеркал, например, была заимствована создателями фильмов «Конан-разрушитель» и «Тень». В эпизоде «No Chris Left Behind» мультсериала Гриффины есть сцена драки, в которой цыплёнок Эрни разбивает окно и, увидев на животе раны, вытирает кровь пальцем и пробует её на вкус — точно такие же действия проделывал Ли во время заключительного сражения с Ханом. Сюжет эпизода «Re-Enter the J-Team» Приключений Джеки Чана полностью основан на «Выходе дракона». Отсылки к фильму есть в эпизоде «Дедушкина драка» мультфильма-ситкома Гетто. Например, Хьюи цитирует Брюса Ли во время разговора с дедом: «Что это было? Показуха? Нужна эмоция, ярость» (англ. What was that? An exhibition? You need emotional content). Также Хьюи носит одежду, соответствующую той, что носил Ли во время сцены тренировки. Персонаж Кенсиро, главный герой анимационного фильма «Кулак Северной Звезды», во многом основан на образе Ли. С героем Брюса Ли себя отождествлял протагонист боевика «Последний дракон». Знаменитый японский режиссёр аниме Синъитиро Ватанабэ считает «Выход дракона» своим любимым фильмом, в одном из интервью он также отметил, что эта картина во многом повлияла на съёмки телесериала Ковбой Бибоп. Пародиями на «Выход дракона» являются фильмы «Шары ярости» и «Солянка по-кентуккийски».
Некоторый след был оставлен фильмом и в музыкальной индустрии. Британской группой Jamiroquai звуковые дорожки из саундтрека использовались в качестве вступлений к песням альбома Dynamite. Группа Inner Terrestrials, играющая в стиле ска-панк, сделала кавер-версию саундтрека к «Выходу дракона», наложив на оригинальную музыку свой текст. Заглавная тема из фильма звучала в качестве музыкального сопровождения к испытанию «Сотовый лабиринт» популярного японского игрового шоу «Замок Такэси». Кроме того, ведущая композиция фильма присутствует в корейских музыкальных автоматах серии Pump It Up, там она представлена в замиксованном варианте, выполненном южно-корейской группой jtL. Несколько треков в альбоме рэпера Андре Никатина «Raven in My Eyes» начинаются и заканчиваются мелодиями из «Выхода дракона», а в репертуаре рэпера Kool G Rap присутствует песня «Enter the Dragon». Фильм оказал влияние на запись альбома «Радио Африка» ленинградской группы Аквариум, после многократного просмотра этого боевика на видео Борис Гребенщиков решил воспроизвести в финале композиции «Ещё один упавший вниз» хор шаолиньских монахов: «А-мито-бо, а-мито-бо…». Под названием «Выход дракона» был издан трибьют-альбом советско-российскому рокеру Рикошету.
В знаменитом фильме «Игла» с Виктором Цоем в главной роли боевые сцены с его участием основаны на сценах из «Выхода Дракона». Герой Виктора Цоя (Моро) получает на лице раны, аналогичные ранам героя Брюса Ли, — несколько царапин на щеке. Известно, что Виктор Цой был фанатом Брюса Ли и, под впечатлением от его фильмов, сам занимался восточными единоборствами. Это нашло отражение и в песнях Цоя — в частности, в песне «Легенда».

## Ремейк
В 2007 году студия Warner Independent Pictures заявила, что будет снимать ремейк «Выхода дракона». Над фильмом под названием «Пробуждение дракона» (англ. Awaken the Dragon) работает режиссёр Курт Саттер, продюсер американского сериала «Щит». Он же является автором сценария, по которому главный герой (одинокий агент ФБР) преследует шаолиньского монаха в подпольных бойцовских клубах. По жанру фильм должен будет иметь принадлежность к нуару. Курт Саттер заявил, что хочет показать в своём фильме настоящую жестокость: «Это будет больше похоже на „Бешеного быка“, чем на „Крадущегося тигра, затаившегося дракона“».

## Комментарии
1. ↑  Джим Келли выиграл четыре международных чемпионата карате с 1968 по 1971 в среднем весе. У него есть чёрный пояс по Окинава-те карате.
2. ↑  Перевод фразы взят из версии мультфильма с озвучиванием, выполненным телеканалом 2×2.